# 薬師恵日
薬師 恵日（くすし の えにち、生没年不詳）は、飛鳥時代の官人・医師。高句麗系渡来人・徳来（とこらい）の5世の孫。

## 経歴
恵日の五世の祖先である徳来は、元は高句麗人であったがのちに百済に移住。さらに、雄略天皇7年（463年）雄略天皇の命令を受けて吉備上道弟君と吉備海部赤尾らが、百済に対して今来の才伎（いまきのてひと）（工人）を求めた際、徳来は百済から日本に渡来したという。
推古天皇16年（608年）第三回遣隋使において、恵日は小野妹子に随行して隋に渡り医術を修得する。留学中、618年に隋の滅亡・唐の建国が起きた。推古天皇31年（623年）ともに医術を学んだ倭漢福因や学問僧の恵斉・恵光らとともに、新羅使・智洗爾に従って日本に帰国する。
その後、恵日は薬師となり、ついには薬師を姓とした。舒明天皇2年（630年）第一次遣唐使にて、大使・犬上三田耜に従って再び大陸に渡る（この時の冠位は大仁）。以前の恵日の建言通り、舒明天皇4年（632年）遣唐使節一行は学問僧の霊雲・旻や勝鳥養らを連れて帰国する。なお、この時に帰国しなかった留学生の高向玄理・南淵請安は、舒明天皇12年（640年）になって百済・新羅の使者とともに新羅経由で帰国している。
孝徳朝の白雉5年（654年）第三次遣唐使では副使に任ぜられ、みたび大陸に渡った。なお、この時の冠位は大山下（従六位相当）で、以前の大仁（正五位相当）より下位になっていることから、何かの理由で降格された可能性がある。
医書として、隋から『病源候論』 、唐から『千金方』 を伝えたとされる。 子孫は難波薬師を氏とした。